# Enrique Lavalle
Enrique Lavalle es un pequeño paraje rural del partido de Daireaux, en la provincia de Buenos Aires, Argentina.

## Ubicación
Se ubica a 28 km al noreste de la ciudad de Daireaux, cabecera del partido homónimo al cual pertenece en gran medida, estando en el límite con el partido de Hipólito Yrigoyen.
Se encuentra a 23 km al sudoeste de la ciudad de Henderson a través de un camino rural.

## Historia
El poblado fue fundado el 15 de mayo de 1911 cuando estas tierras pertenecían al partido de Pehuajó, en el momento en que se tendieron las vías del Ferrocarril Midland y se levantó la Estación Enrique Lavalle. Al cesar los servicios ferroviarios en 1977 se dio un gran éxodo de sus habitantes.

## Población
Durante los censos nacionales del INDEC de 2001 y 2010 fue considerada como población rural dispersa.